# Oleksij Pryhorov
Oleksij Viktorovyč Pryhorov (in ucraino Олексій Вікторович Пригоров?; Charkiv, 25 giugno 1987) è un tuffatore ucraino.

## Biografia
Nel 2008 ha partecipato con i colori della nazionale ucraina alle Olimpiadi di Pechino e ha vinto la medaglia di bronzo nei tuffi sincronizzati dal trampolino 3 metri con il compagno Illya Kvasha. I due con 415,05 punti hanno chiuso alle spalle della coppia cinese composta da Wang Feng e Qin Kai e a soli 6,93 punti dai russi Dmitri Sautin e Jurij Kunakov.
In seguito si è dedicato ai tuffi dalle grandi altezze, specialità nella quale ha rappresentato l'Ucraina a due edizioni dei campionati mondiali di nuoto: a Budepest 2017, dove ha concluso la gara al undicesimo posto, e Gwangju 2019, in cui si è classificato quindicesimo.

## Palmarès
- Giochi olimpici

Pechino 2008: bronzo nel sincro 3 m.
- Europei di nuoto/tuffi

Torino 2009: oro nel sincro 3 m.
Budapest 2010: oro nel sincro 3 m.
Eindhoven 2012: bronzo nel sincro 3 m.